# Laelia bilati
Laelia bilati är en fjärilsart som beskrevs av Abel Dufrane 1940. Laelia bilati ingår i släktet Laelia och familjen tofsspinnare. Inga underarter finns listade i Catalogue of Life.